# Globularia cordifolia
Globularia cordifolia är en grobladsväxtart som beskrevs av Carl von Linné. Globularia cordifolia ingår i släktet bergskrabbor, och familjen grobladsväxter. Inga underarter finns listade i Catalogue of Life.

## Bildgalleri

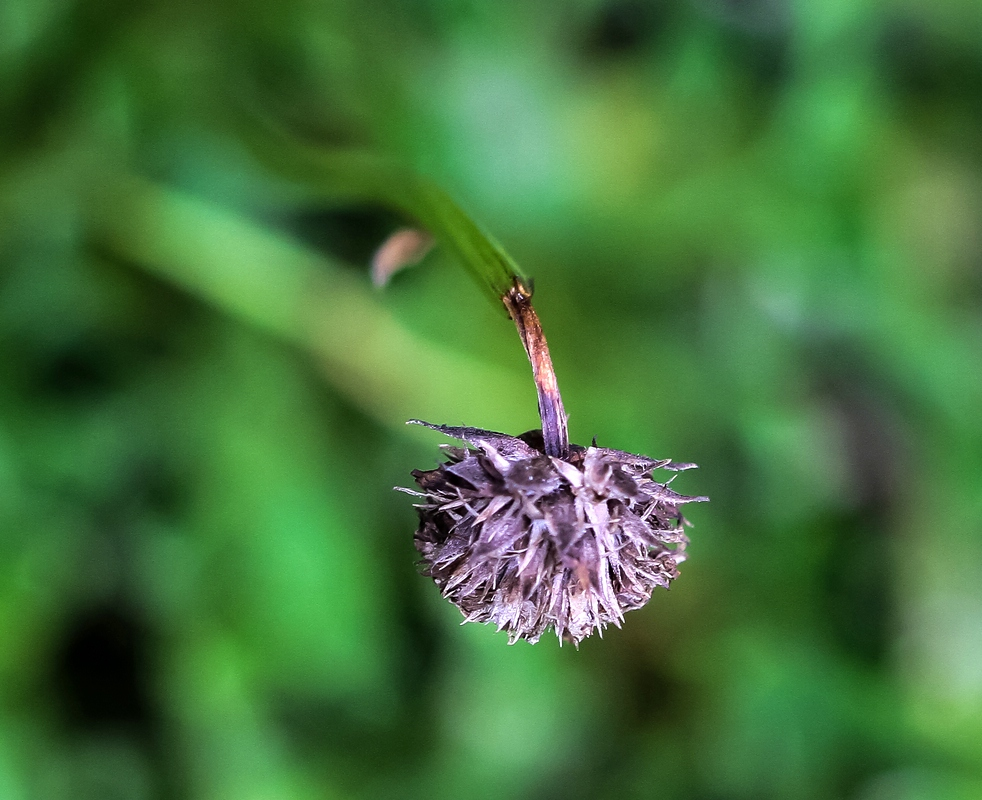
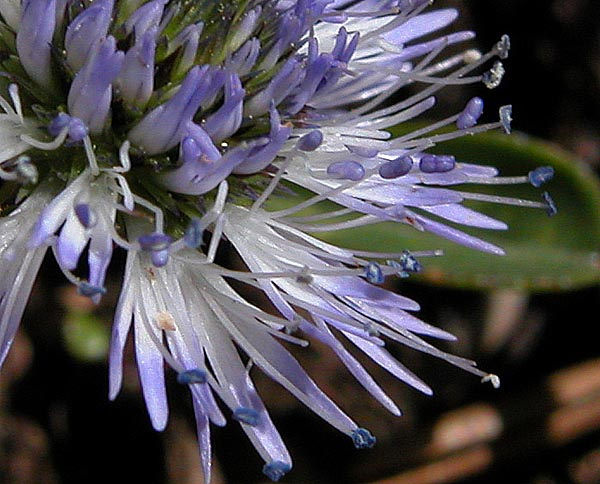
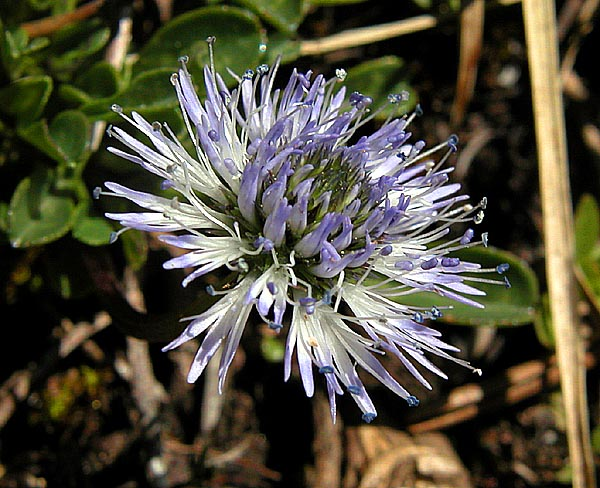
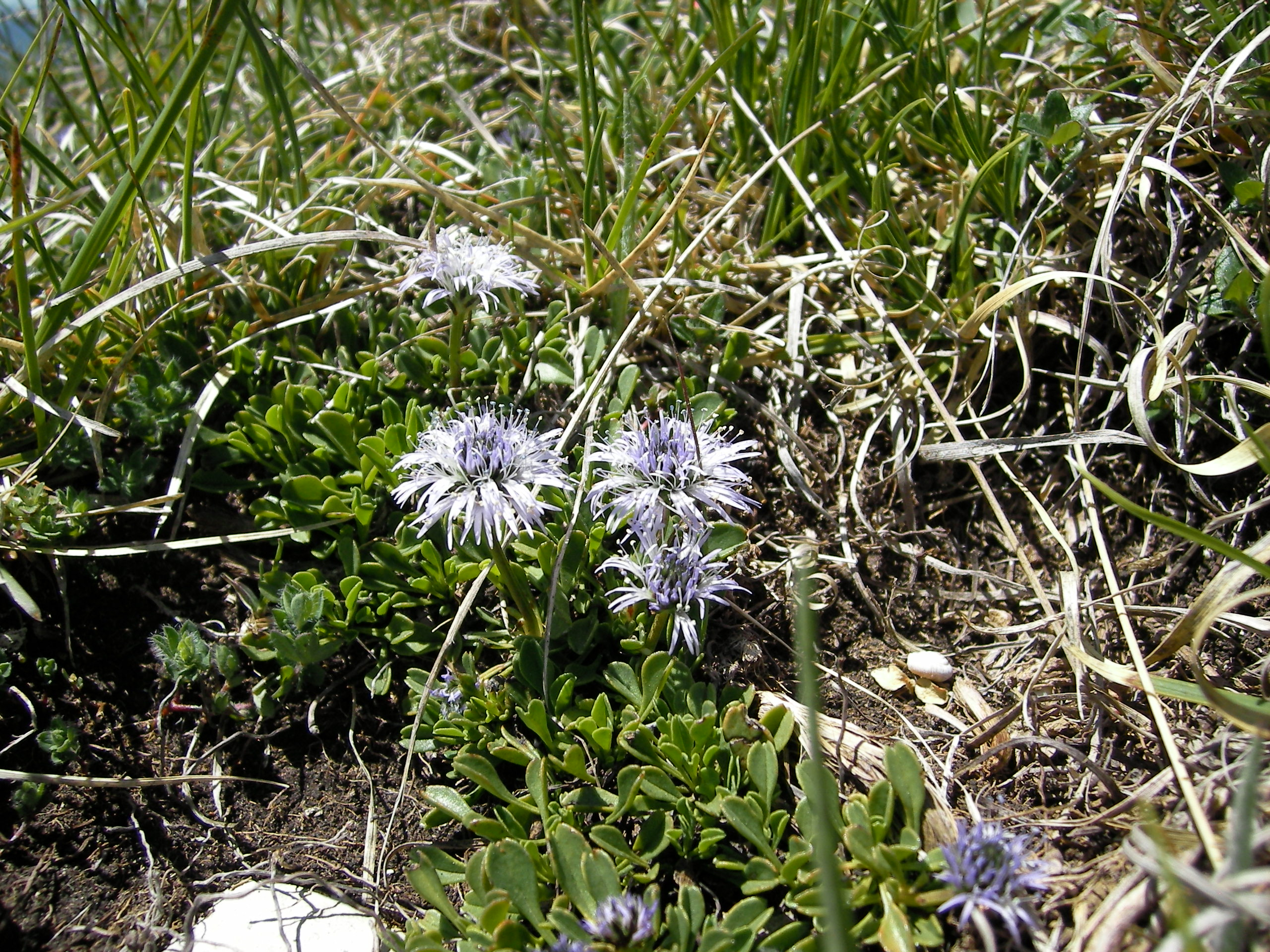
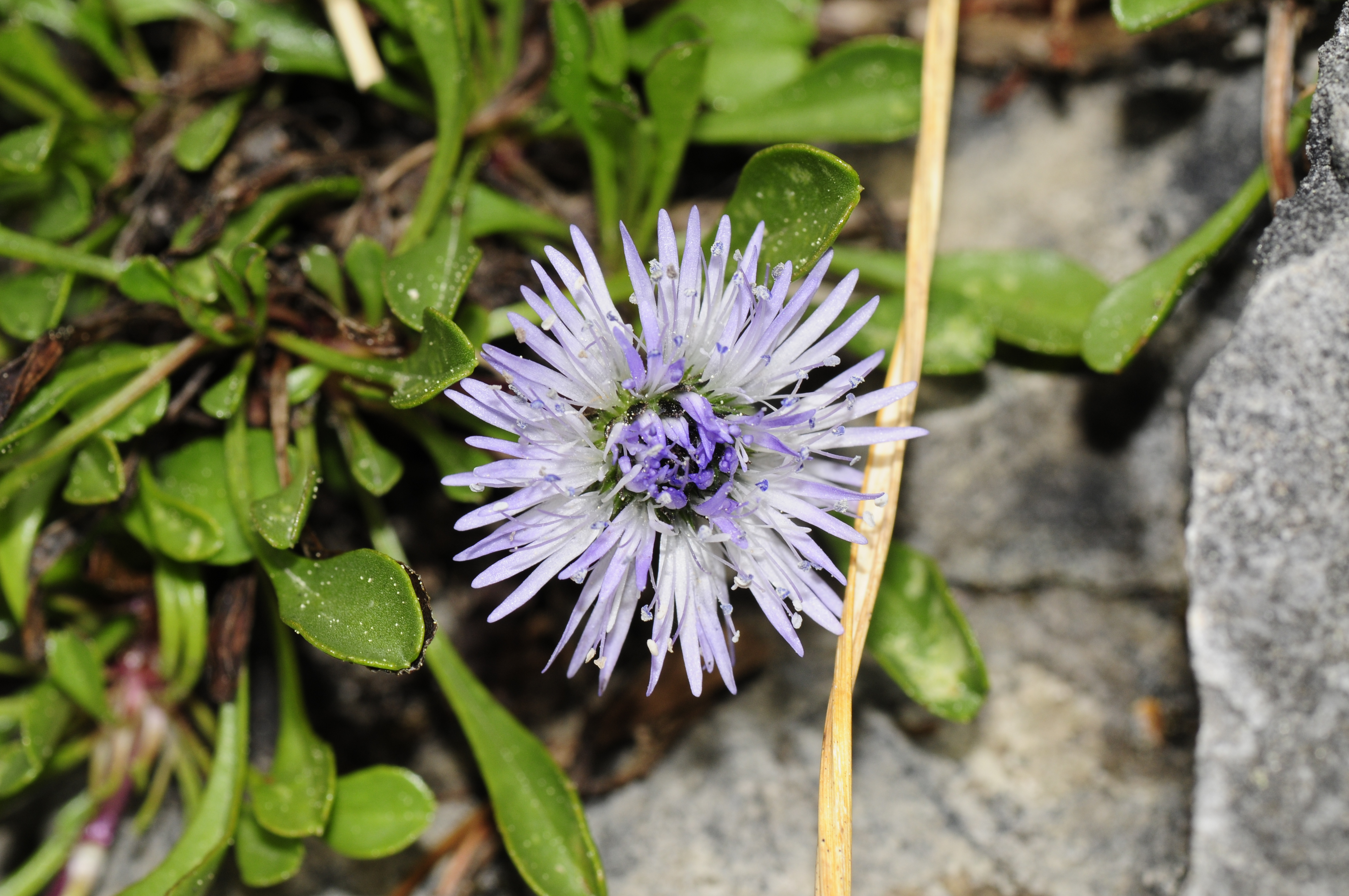
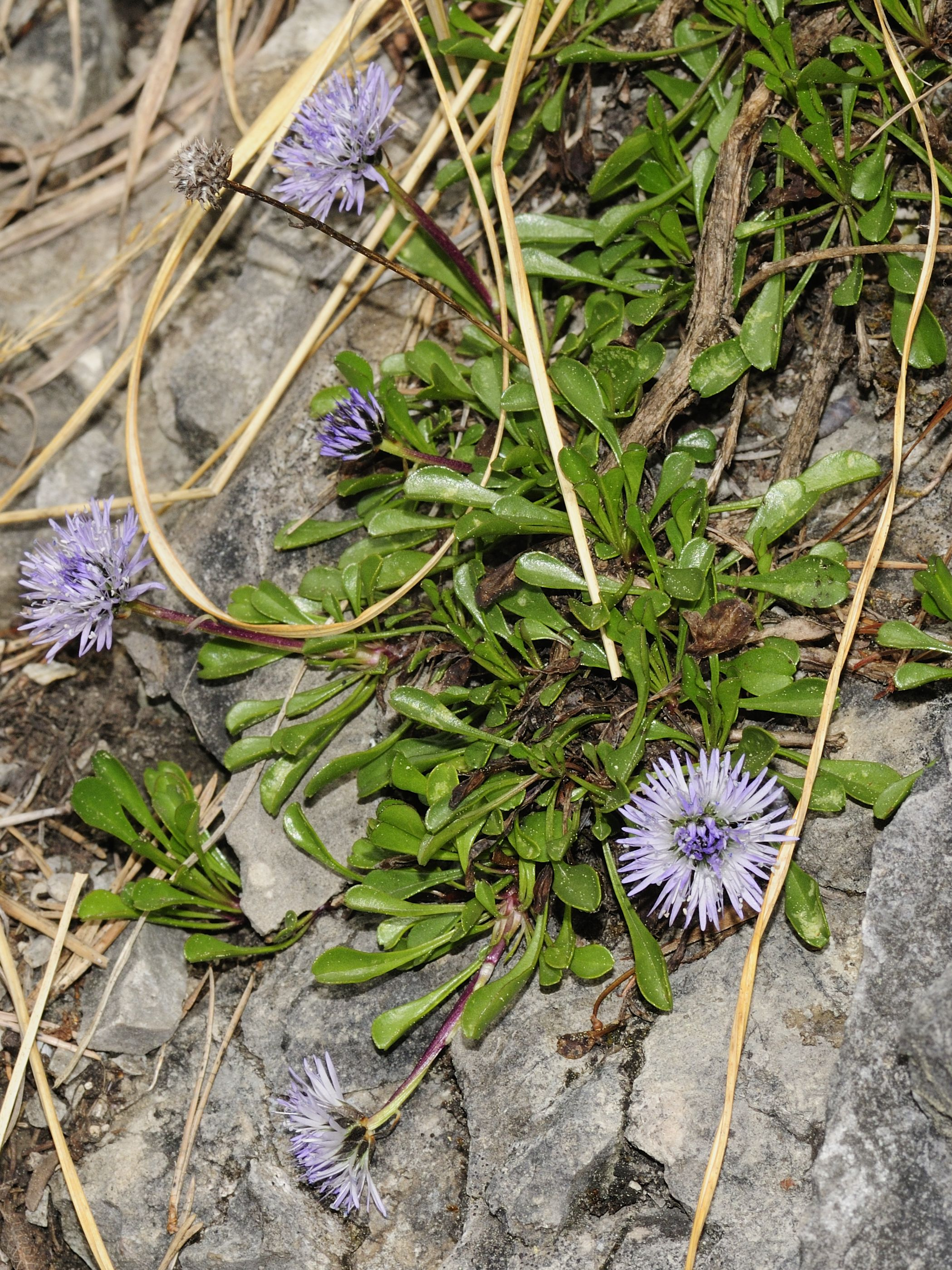